# Дела искусства (мультфильм)
Дела искусства (англ. Affairs of the Art) — короткометражный анимационный фильм 2021 года, нарисованный вручную на бумаге, режиссёром выступила Джоанна Куинн, а сценарий написал Лес Миллс.

## Сюжет
Фильм демонстрирует эксцентричную, но очаровательную одержимость одной семьи всем — от рисования до резьбы и таксидермии домашних животных.

## Награды и номинации
С февраля 2021 года фильм демонстрировался на кинофестивалях по всему миру, включая Международный кинофестиваль в Палм-Спрингс в США, завоевав 26 международных наград, включая призы на Международном фестивале короткометражных фильмов в Клермон-Ферране и Международном фестивале анимационных фильмов в Анси. Фильм был номинирован на премию «Оскар» за лучший анимационный короткометражный фильм на 94-й церемонии вручения премии «Оскар» и номинирован на премию BAFTA за лучшую короткометражную анимацию.